# NGC 679
NGC 679 is een elliptisch sterrenstelsel in het sterrenbeeld Andromeda. Het hemelobject werd op 13 september 1784 ontdekt door de Brits-Duitse astronoom William Herschel.

## Synoniemen
- PGC 6711
- UGC 1283
- MCG 6-5-12
- ZWG 522.15
- 5ZW 114